# Pleurotus lazoi
Pleurotus lazoi är en svampart som beskrevs av Donoso 1981. Pleurotus lazoi ingår i släktet Pleurotus och familjen musslingar.   Inga underarter finns listade i Catalogue of Life.